# 斯塔里齊克
50°19′5″N 29°37′2″E / 50.31806°N 29.61722°E
斯塔里齊克（烏克蘭語：Старицьке）是烏克蘭北部的村莊，隸屬日托米爾州的日托米爾區。該村始建於1850年，面積2.2平方公里，海拔高度164米，2001年人口8，人口密度每平方公里3.64人。